# Bohusläns Fotbollförbund
Bohusläns Fotbollförbund (Bohusläns FF), grundat 1917, är ett av de 24 distriktsförbunden under Svenska Fotbollförbundet. Bohusläns FF administrerar de lägre serierna för seniorer och ungdomsserierna i Bohuslän.

## Serier
Bohusläns FF administrerar följande serier:

### Herrar
- Division 4 - en serie (tillsammans med Dalsland)
- Division 5 - en serie
- Division 6 - två serier
- Division 7 Två serier

### Damer
- Division 3 - en serie (tillsammans med Dalsland)
- Division 4 - en serie (tillsammans med Dalsland)

### Övriga serier
- Ungdomsserier
- Reservlagsserier